# 阿迪莫拉·陸文
阿德莫拉·奥拉贾德·阿拉德·阿约拉·卢克曼（英語：Ademola Olajade Alade Aylola Lookman，1997年10月20日—），是一名尼日利亞的職業足球運動員，司職前鋒及翼鋒，現時效力意甲球會阿特蘭大。尼日利亞國家足球隊隊員。

## 球會生涯

### 艾佛頓
2017年1月5日，卢克曼與埃弗顿簽約4年半，轉會費£7.5m最高可至£11m。

### 富勒姆
2020年10月18日，卢克曼在對上雪菲爾聯的比賽踢進了自己在富勒姆第一個進球。

### 亞特蘭大
2024年5月22日，他在2024年歐霸盃決賽上上演职业生涯首个帽子戏法，幫助亚特兰大以3-0击败勒沃库森，這也是亞特蘭大的首座歐霸杯奖杯；此外，他还成为历史上第一位在歐霸杯决赛中上演帽子戏法的球员。

## 榮譽

### 球會
亞特蘭大
- 歐霸盃冠軍：2023-24

### 國家隊
英格蘭U20
- 國際足協U-20世界盃冠軍：2017年

### 個人
- 英格蘭足球聯賽頒獎禮年度最佳學徒球員: 2015–16[7]
- 2022-2023賽季亚特兰大最佳球员[8]
- 2024年非洲足球先生[9]

## 外部連結
- 足球数据库：阿迪莫拉·陸文的球员统计数据
- Soccerway資料庫：阿迪莫拉·陸文